# Adúlis
Adúlis  (em musnade:𐩱 𐩵 𐩡 𐩪, em ge'ez: ኣዱሊስ, em grego clássico: Άδουλις ) é um sítio arqueológico localizado na região de Semien-Keih-Bahri, na Eritreia,em frente ao arquipélago de Dalaque, a uns 50 km da moderna cidade de Maçuá.

## Histórico
Adúlis foi o porto do Império de Axum, um importante reino da costa do Mar Vermelho que floresceu a partir do século I.
O Império de Axum foi um dos estados mais poderosos da região entre o Império Romano do Oriente e a Pérsia, cujo poder estendeu-se do século I ao XIII. Seu auge ocorreu no século IV, quando o território controlado por Axum abrangia parte da atual Etiópia, Eritreia, o sul do Egito e parte da Arábia, no sul do atual Iêmem. O economia do Império era muito dependente do comércio marítimo, realizado através do porto de Adúlis, com rotas que chegavam até o Ceilão. Segundo o autor grego anonimo do Périplo do Mar Eritreu, datado do século I, Adúlis exportava escravos, marfim e cornos de rinoceronte. Relações comerciais foram mantidas com o Egipto (então uma província romana) desde o século I e com a Índia a partir do século III; o comércio continuou com o Egipto, Síria e o Império Bizantino até o século VII.  O fim do Império de Meroé, por volta de 320, pode estar relacionado ao crescimento de Axum, que com isso pôde redirecionar o comércio de marfim do rio Nilo ao porto de Adúlis.
Em 451 um bispo de Adúlis participou do Concílio de Calcedónia no qual surgiu o cisma que criará as Igrejas ortodoxas orientais. Cosme Indicopleustes passou por Adúlis no início do reinado de Justiniano (518-527), quando Elesbão  (Kaleb Ella Asbeha), negus (rei) dos axumitas, estava se preparando para invadir o Iêmen em resposta à perseguição dos cristãos himiaritas de Najran (novembro de 523).
Entre 702 e 715, o Império de Axum foi acossado pelos árabes muçulmanos vindos do Norte. A frota axumita de navios foi destruída e Adúlis foi tomada pelos árabes, o que contribui muito para a dissolução do Império e ao gradativo abandono de Adúlis.